# Pseudocophotis
Pseudocophotis is een geslacht van hagedissen uit de familie agamen (Agamidae).

## Naam en indeling
Het geslacht werd in 1997 door Ulrich Manthey en Wolfgang Grossmann wetenschappelijk beschreven, voor die tijd behoorde de soort Pseudocophotis sumatrana tot het geslacht van de dove agamen (Cophotis). Er zijn twee soorten, inclusief de pas in 2007 beschreven soort Pseudocophotis kontumensis.

## Verspreiding en habitat
De soorten komen voor in delen van Azië en leven in de landen Indonesië en Vietnam. De habitat bestaat uit tropische en subtropische bossen.

## Beschermingsstatus
Door de internationale natuurbeschermingsorganisatie IUCN is aan beide soorten een beschermingsstatus toegewezen. De agamen worden beschouwd als 'onzeker' (Data Deficient of DD).

## Soorten
Het geslacht omvat de volgende soorten, met de auteur en het verspreidingsgebied.
| Naam                       | Auteur                                  | Verspreidingsgebied       |
| -------------------------- | --------------------------------------- | ------------------------- |
| Pseudocophotis kontumensis | Ananjeva, Orlov, Truong & Nazarov, 2007 | Vietnam (Kon Tum)         |
| Pseudocophotis sumatrana   | Hubrecht, 1879                          | Indonesië (Sumatra, Java) |